# Équipe d'Algérie de football à la Coupe d'Afrique des nations 1968
 (décembre 2024).
Si vous disposez d'ouvrages ou d'articles de référence ou si vous connaissez des sites web de qualité traitant du thème abordé ici, merci de compléter l'article en donnant les références utiles à sa vérifiabilité et en les liant à la section « Notes et références ».
 (décembre 2024).
La mise en forme du texte ne suit pas les recommandations de Wikipédia : il faut le « wikifier ».
Les points d'amélioration suivants sont les cas les plus fréquents. Le détail des points à revoir est peut-être précisé sur la page de discussion.
- Les titres sont pré-formatés par le logiciel. Ils ne sont ni en capitales, ni en gras.
- Le texte ne doit pas être écrit en capitales (les noms de famille non plus), ni en gras, ni en italique, ni en « petit »…
- Le gras n'est utilisé que pour surligner le titre de l'article dans l'introduction, une seule fois.
- L'italique est rarement utilisé : mots en langue étrangère, titres d'œuvres, noms de bateaux, etc.
- Les citations ne sont pas en italique mais en corps de texte normal. Elles sont entourées par des guillemets français : « et ».
- Les listes à puces sont à éviter, des paragraphes rédigés étant largement préférés. Les tableaux sont à réserver à la présentation de données structurées (résultats, etc.).
- Les appels de note de bas de page (petits chiffres en exposant, introduits par l'outil «  Source ») sont à placer entre la fin de phrase et le point final[comme ça].
- Les liens internes (vers d'autres articles de Wikipédia) sont à choisir avec parcimonie. Créez des liens vers des articles approfondissant le sujet. Les termes génériques sans rapport avec le sujet sont à éviter, ainsi que les répétitions de liens vers un même terme.
- Les liens externes sont à placer uniquement dans une section « Liens externes », à la fin de l'article. Ces liens sont à choisir avec parcimonie suivant les règles définies. Si un lien sert de source à l'article, son insertion dans le texte est à faire par les notes de bas de page.
- La présentation des références doit suivre les conventions bibliographiques. Il est recommandé d'utiliser les modèles {{Ouvrage}}, {{Chapitre}}, {{Article}}, {{Lien web}} et/ou {{Bibliographie}}. Le mode d'édition visuel peut mettre en forme automatiquement les références.
- Insérer une infobox (cadre d'informations à droite) n'est pas obligatoire pour parachever la mise en page.

Pour une aide détaillée, merci de consulter Aide:Wikification.
Si vous pensez que ces points ont été résolus, vous pouvez retirer ce bandeau et améliorer la mise en forme d'un autre article.
Cet article relate le parcours de l'Équipe d'Algérie de football lors de la Coupe d'Afrique des nations de football 1968 organisée en Éthiopie du 12 janvier 1968 au 21 janvier 1968,

## Effectif
| N° | Pos | Nom                      | Date de naissance | Matches | Buts | Club           |
| -- | --- | ------------------------ | ----------------- | ------- | ---- | -------------- |
|    | GB  | Abdelkrim Laribi (Krimo) | 25 décembre 1943  | 2       | 0    | JSMTIARET      |
|    | GB  | Mohamed Abrouk           | 8 mars 1943       | 1       | 0    | CR Belouizdad  |
|    |     |                          |                   |         |      |                |
|    | DF  | Kamel Lemoui             | 10 juillet 1939   | 3       | 0    | CR Belouizdad  |
|    | DF  | Ali Attoui               | 21 janvier 1942   | 3       | 0    | Hamra Annaba   |
|    | DF  | Boubekeur Belbekri       | 7 janvier 1942    | 2       | 0    | USM Alger      |
|    | DF  | Messaoud Belloucif       | 26 février 1943   | 2       | 0    | AS Khroub      |
|    | DF  | Lahmadi Bouden           | 4 décembre 1938   | 1       | 0    | Hamra Annaba   |
|    | DF  | Lakhdar Bouyahi          | 21 janvier 1946   | 1       | 0    | NA Hussein Dey |
|    |     |                          |                   |         |      |                |
|    | ML  | Djilali Abdi             | 25 novembre 1943  | 2       | 0    | USM Bel Abbès  |
|    | ML  | Hacène Djemaâ            | 6 novembre 1942   | 2       | 0    | CR Belouizdad  |
|    | ML  | Djilali Selmi            | 4 septembre 1946  | 2       | 0    | CR Belouizdad  |
|    | ML  | Abdellah Kechra          | 31 janvier 1945   | 1       | 0    | ASM Oran       |
|    | ML  | Mustapha Seridi          | 18 avril 1941     | 1       | 0    | ES Guelma      |
|    |     |                          |                   |         |      |                |
|    | AT  | Hacène Lalmas            | 12 mars 1943      | 3       | 3    | CR Belouizdad  |
|    | AT  | Boualem Amirouche        | 1er octobre 1942  | 2       | 1    | RC Kouba       |
|    | AT  | Hassan Achour            | 14 mars 1938      | 2       | 0    | CR Belouizdad  |
|    | AT  | Noureddine Hachouf       | 10 mai 1940       | 2       | 0    | ES Guelma      |
|    | AT  | Mokhtar Khalem           | 10 octobre 1944   | 2       | 1    | CR Belouizdad  |
|    | AT  | Kamel Berroudji          | 9 septembre 1945  | 1       | 0    | OMR El Anasser |

## Phase qualificative

### Groupe 2
| Place | Club         | Pts | J | V | N | D | Buts + | Buts - | Diff. |
| 1er   | Algérie      | 8   | 4 | 4 | 0 | 0 | 9      | 2      | +7    |
| 2e    | Mali         | 4   | 4 | 2 | 0 | 2 | 5      | 4      | +1    |
| 3e    | Haute-Volta1 | 0   | 4 | 0 | 0 | 4 | 2      | 10     | -8    |

| Equipe 1     | Equipe 2     | Aller | Retour |
| ------------ | ------------ | ----- | ------ |
| Algérie      | Mali         | 1 - 0 | 3 - 0  |
| Mali         | Haute-Volta1 | 4 - 0 | 1 - 0  |
| Haute-Volta1 | Algérie      | 1 - 2 | 1 - 3  |

 Algérie qualifié à la CAN 1968.
1 La Haute-Volta est l'actuel  Burkina Faso.

## Phase Finale

### Groupe A
- Matchs à Addis-Abeba :

| Rang | Équipe        | Pts | J | G | N | P | Bp | Bc | Diff |
| ---- | ------------- | --- | - | - | - | - | -- | -- | ---- |
| 1    | Éthiopie      | 6   | 3 | 3 | 0 | 0 | 6  | 2  | +4   |
| 2    | Côte d'Ivoire | 4   | 3 | 2 | 0 | 1 | 5  | 2  | +3   |
| 3    | Algérie       | 2   | 3 | 1 | 0 | 2 | 5  | 6  | -1   |
| 4    | Ouganda       | 0   | 3 | 0 | 0 | 3 | 2  | 8  | -6   |

| Sélectionneur : |
| Lucien Leduc    |

| Sélectionneur : |
| Lucien Leduc    |

| Sélectionneur : |
| Lucien Leduc    |

| Sélectionneur : |
| Lucien Leduc    |

| Sélectionneur : |
| Lucien Leduc    |

| Sélectionneur : |
| Lucien Leduc    |